# Filip Hrgović
Filip Hrgović (Zagabria, 4 giugno 1992) è un pugile croato.

## Palmarès
- Olimpiadi

Rio de Janeiro 2016: bronzo nei supermassimi.
- Europei dilettanti

Samokov 2015: oro nei supermassimi.
- Mondiali giovanili

Baku 2010: oro nei supermassimi.